# Austroallagma sagittiferum
Austroallagma sagittiferum – gatunek ważki z rodziny łątkowatych (Coenagrionidae); jedyny przedstawiciel rodzaju Austroallagma. Znany tylko ze starych stwierdzeń z indonezyjskich wysp Sumba, Timor i Yamdena.